# Betriebskrankenkasse Schwarzwald-Baar-Heuberg
Die BKK Schwarzwald-Baar-Heuberg (BKK SBH) ist ein Träger der gesetzlichen Krankenversicherung (GKV) aus der Gruppe der Betriebskrankenkassen. Sie ist als Körperschaft des öffentlichen Rechts mit Selbstverwaltung von Versicherten- und Arbeitgebervertretern organisiert. Als sogenannte landesunmittelbare Krankenkasse mit Sitz in Trossingen ist sie für in Baden-Württemberg lebende oder arbeitende Personen geöffnet.

## Gründung und Entwicklung
Die BKK SBH wurde aus den Betriebskrankenkassen der Firma Hohner Musikinstrumente GmbH, MB Bäuerle GmbH, Tobias Bäuerle & Söhne und Johann Jäckle Metallwarenfabrik 1996 gegründet. Mit der Gründung öffnete sich die BKK SBH für alle Personen die in Baden-Württemberg leben oder arbeiten.
2003 fusionierte die BKK der Unternehmen SBS Feintechnik GmbH& Co KG und BIW GmbH& Co KG (BKK Josef Burger Söhne) mit der BKK SBH. Älteste BKK der BKK SBH ist die BKK Josef Burger Söhne, gegründet 1888.
Seit ihrer Öffnung hat sich die Versichertenzahl von damals rund 4.300 auf inzwischen rund 31.500 Versicherte vervielfacht. Die Betreuung der Versicherten wird von 55 Mitarbeitern in den Kundencentern in Trossingen, Schwenningen, St. Georgen, Schonach und Tuttlingen sichergestellt.

## Leistungsausgaben
Im Jahre 2022 umfassten die Ausgaben der BKK SBH für die Leistungen der Versicherten 86 Mio. Euro. Die größten Ausgabenposten lagen mit knapp 21 Millionen Euro in der Krankenhausbehandlung, mit knapp 15 Millionen Euro in der Versorgung mit Arzneimitteln sowie rund 15 Millionen Euro in der ärztlichen Behandlung. Im Geschäftsjahr 2023 werden die Ausgaben für die Leistungen der Versicherten voraussichtlich 93 Millionen Euro betragen.

## Leistungen
Die BKK SBH bietet neben den vom Gesetzgeber vorgeschriebenen Leistungen gemäß dem Fünften Buch Sozialgesetzbuch einige individuelle Mehrleistungen über den gesetzlichen Rahmen hinaus an. Diese Satzungs- und Mehrleistungen umfassen auch die Gesundheitsvorsorge, die Früherkennung von Krankheiten, die Prävention sowie Mehrwerte in der ärztlichen Versorgung.